# Gruppe der Fünf
Die Gruppe der Fünf oder Das mächtige Häuflein (russ. mogutschaja kutschka, kyrill. могучая кучка) war eine Gruppe russischer Komponisten des 19. Jahrhunderts: Mili Balakirew, Alexander Borodin, César Cui, Modest Mussorgski und Nikolai Rimski-Korsakow. Sie selbst nannten sich die Novatoren.

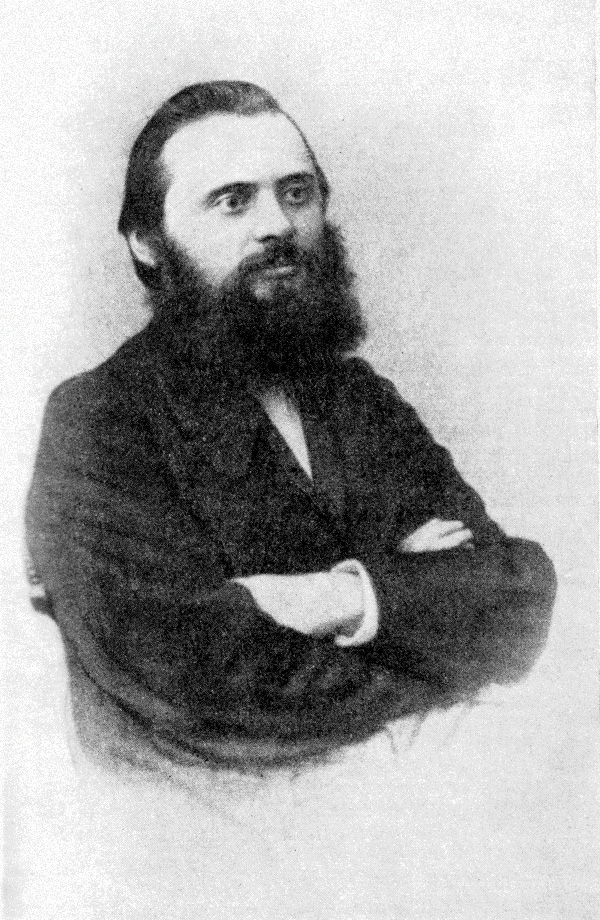
Mili Balakirew
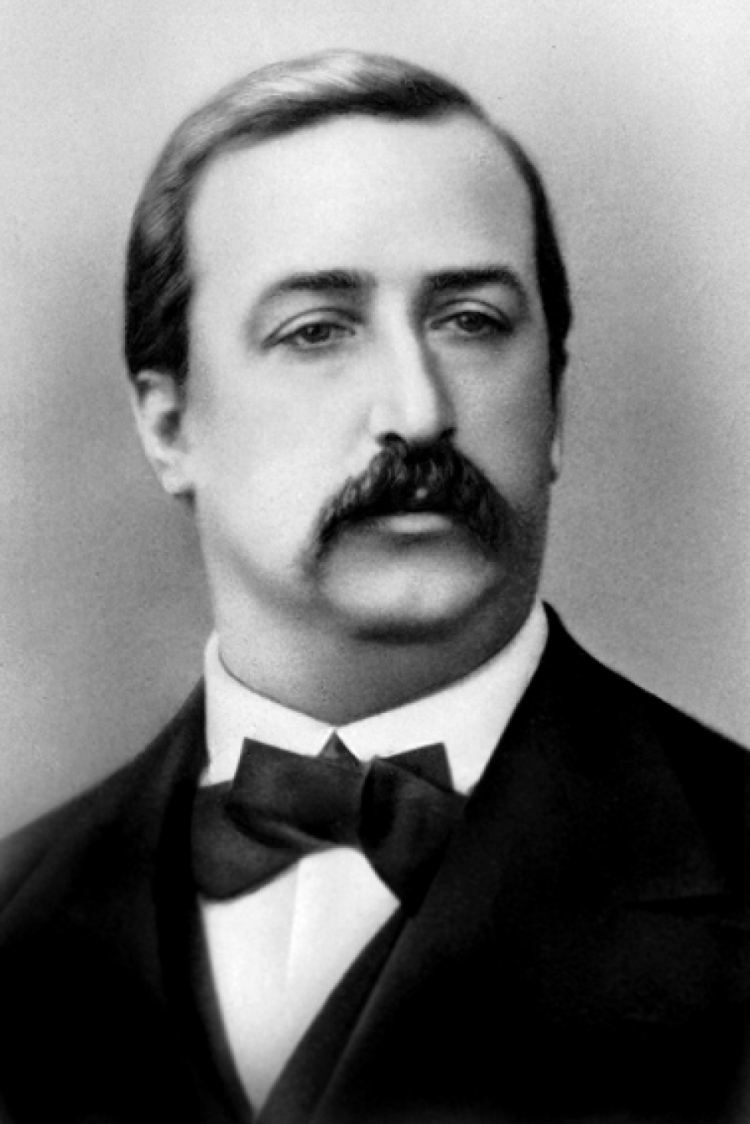
Alexander Borodin
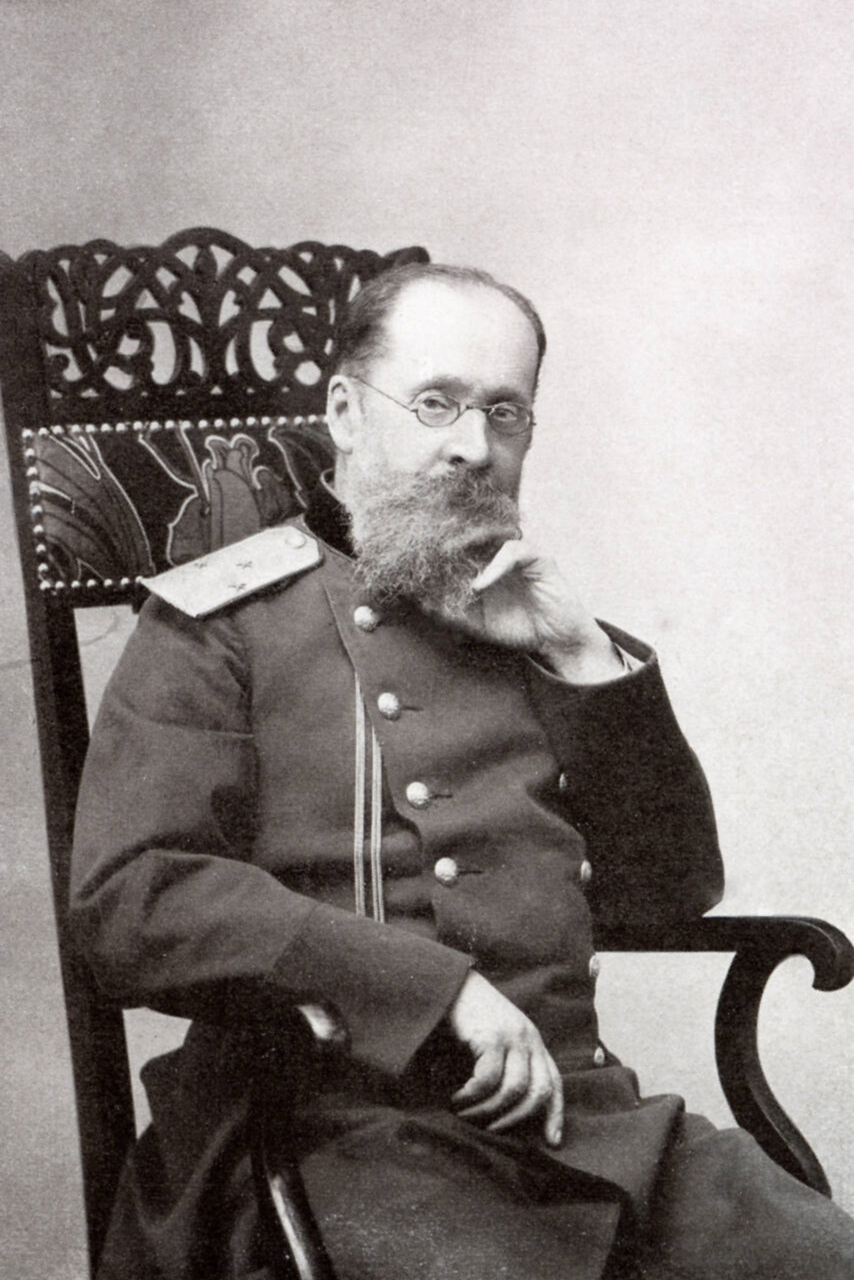
César Cui
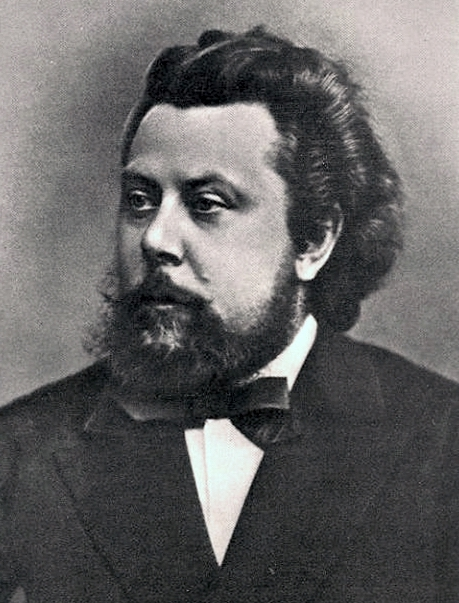
Modest Mussorgski
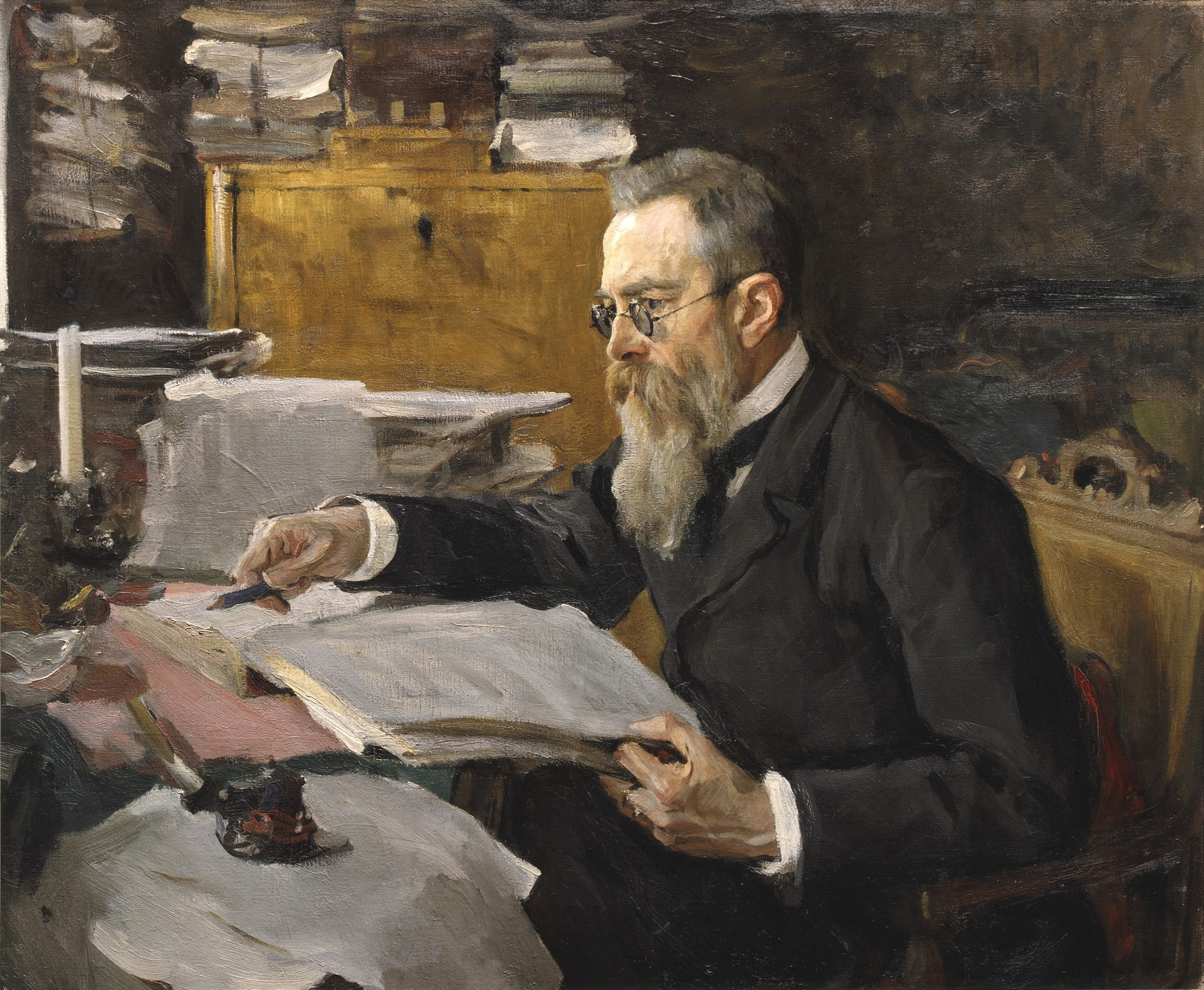
Nikolai Rimski-Korsakow

Die Komponisten schlossen sich 1862 in Sankt Petersburg zusammen. Der bedeutende Kunstkritiker Wladimir Stassow fungierte als ihr Mentor. Ihr Ziel war die Förderung einer nationalrussischen Musik in der Nachfolge Michail Glinkas. Die Gruppe der Fünf setzte sich damit von anderen russischen Komponisten ab, die sich stärker an westeuropäischen Vorbildern orientierten. Zu diesem anderen Kreis von Komponisten gehören als bekannteste Vertreter Pjotr Tschaikowski und Anton Rubinstein.